# توماسو كامبانا
توماسو كامبانا (بالإيطالية: Tommaso Campana)‏ هو رسام إيطالي، (و. 1620  م).